# 蔣勸能
蔣勸能（1534年—1601年），字汝才，號雲龍，浙江紹興府餘姚縣人，軍籍，明朝政治人物。

## 生平
順天府鄉試第一百三名。嘉靖四十四年（1565年）乙丑科三甲第六名進士。礼部观政，本年六月授行人，隆慶元年（1567年）五月升禮部祠祭司主事，四年二月升员外郎，六月丁忧。万历元年（1573年）八月復除本部，三年六月升郎中，四年九月升湖广右参议，七年七月丁忧。八年正月降用，九年十月致仕。

## 家族
曾祖蔣㶏；祖父蔣栻，封兵部主事；父蔣坎，知府進階中憲大夫。母黃氏（封安人、累封太恭人）。兄劝贤（监生）、弟劝廉（庠生）、蒋京（举人）、劝相、劝義、劝誠，俱庠生；劝和。